# Domfront-en-Champagne
Domfront-en-Champagne is een gemeente in het Franse departement Sarthe (regio Pays de la Loire). De plaats maakt deel uit van het arrondissement Mamers. Domfront-en-Champagne 
telde op 1 januari 2022 1.062 inwoners.

## Geografie
De oppervlakte van Domfront-en-Champagne bedroeg op 1 januari 2022 20,97 vierkante kilometer; de bevolkingsdichtheid was toen 50,6 inwoners per km².

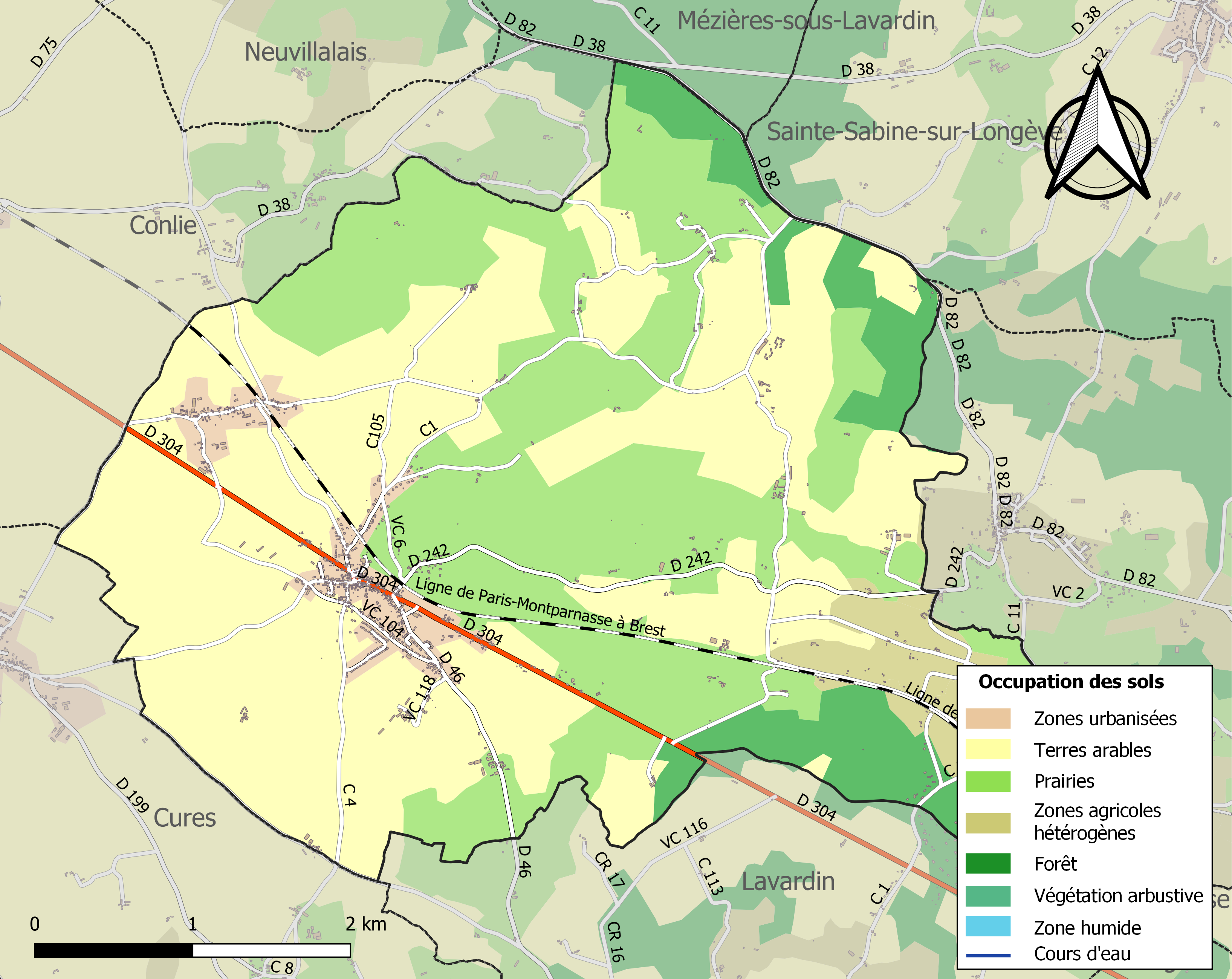
Kaart van de gemeente met de belangrijkste infrastructuur, bodemgebruik en omliggende gemeenten

## Demografie
Onderstaande figuur toont het verloop van het inwonertal (bron: INSEE-tellingen).